# Dante Nardi
Dante Nardi (Malalbergo, 6 gennaio 1920 – Malalbergo, 29 dicembre 1998) è stato un calciatore italiano, di ruolo centrocampista.

## Carriera

### Club
Di ruolo mezzala, cresciuto nel vivaio del Bologna, nel 1937 e nel 1938 con i felsinei vince per due volte il "Trofeo Walter Bensemann" a Strasburgo, importante manifestazione giovanile d'Europa.
Passa quindi in prestito al Rimini in Serie C, dove milita nelle stagioni 1939-1940 e 1940-1941, in cui ricopre da titolare il ruolo di interno destro (mezzala) realizzando 30 gol in 50 partite di campionato.
Torna al Bologna in Serie A nella stagione 1941-1942, dopo una breve parentesi al Carpi, sotto la guida dell'allenatore austriaco Hermann Felsner avviene il debutto in massima serie il 21 dicembre 1941 a Roma contro la Lazio.
È un Bologna che ha appena vinto lo scudetto e che tremerare il mondo fa in cui Nardi giovanissimo non trova molto spazio: gioca 7 gare segnando 3 gol, uno dei quali espugna San Siro, nella vittoria esterna per 1-0, il 10 maggio 1942 contro l'Ambrosiana-Inter.
Nella stagione 1942-1943 è titolare nel Bologna a 22 anni, conta 22 presenze e segna 6 gol di cui uno alla Fiorentina, uno al Milano e uno ancora contro l'Ambrosiana-Inter, il 14 febbraio 1943 nella gara terminata 3-1. Conta anche una presenza in Coppa Italia con un gol e due presenze in Mitropa Cup.
Nella stagione 1944 è sempre titolare nel Bologna con 12 presenze e 8 gol, in un campionato che a causa della seconda guerra mondiale si disputa a gironi regionali, in cui il Bologna viene eliminato in finale regionale dai VV FF di La Spezia.
Nel giugno del 1944 Nardi si ammala molto gravemente di pleurite, malattia che lo costringe ad una inattività di quasi tre anni.
A seguito di questa lunga inattività, il Bologna lo cede nel dicembre del 1946 alla Centese. Nella stagione 1946-1947 gioca in Serie C con la S.P. Centese, il cui allenatore è il Magiaro Gyula Lelovics (ex Bologna), in cui forma un attacco con il giovanissimo Giovan Battista Fabbri. Disputa la sua prima partita ufficiale con la Centese il 22 dicembre 1946, segna in 29 presenze 25 gol diventando capocannoniere del torneo e trascinando la squadra a vincere il campionato, ottenendo così una storica promozione in Serie B, unica volta nella storia del club biancoazzurro.
Nella stagione 1947-1948 disputa il campionato di Serie B con la Centese, che a fine stagione retrocede di nuovo in Serie C: Nardi in 34 partite realizza 6 reti. Disputa altri due campionati di Serie C nel club biancoazzurro. Ceduto per la stagione 1950-1951 al Faenza in Promozione Interregionale (equivalente della IV Serie, l'attuale quarto livello), segna 15 gol giocando da mezzala destra, risultando il capocannoniere della squadra. Nel 1951-1952 gioca sempre nel Faenza sotto la guida dell'allenatore Ivo Fiorentini.
Nella stagione 1952-1953 passa dal Faenza all'Incedit Foggia con cui gioca solo l'inizio della stagione.
Chiude professionalmente col calcio a 35 anni.

### Nazionale
Vanta due convocazioni con la Nazionale Under-21 ed una con la Nazionale A a Firenze, con Vittorio Pozzo.